# 利物浦韋弗特里 (英國國會選區)

選區在默西賽德郡的位置

利物浦韋弗特里（英語：Liverpool Wavertree），英國國會一自治市選區，位於默西賽德郡利物浦東部，包括六個地方選區。
設於1918年，1983年被撤，1997年恢復。本區議席早期為保守黨人士所佔據，但自1997年起至今該區選民卻一直支持工黨。2010年大選中，盧西亞娜·伯格以53.1%選票在該區勝出，繼承了因珍·肯尼迪退休留下的議席。